# تومي جوزيف
تومي جوزيف (بالإنجليزية: Tommy Joseph)‏ هو لاعب كرة قاعدة أمريكي، ولد في 16 يوليو 1991 في فينيكس في الولايات المتحدة.

## وصلات خارجية
- تومي جوزيف على موقع دوري كرة القاعدة الرئيسي (الإنجليزية)
- تومي جوزيف على موقع دوري كوريا الجنوبية لكرة القاعدة (الإنجليزية)
- تومي جوزيف على موقعبيزبول رفرنس.كوم (الدوري الرئيسي) (الإنجليزية)
- تومي جوزيف على موقعبيزبول رفرنس.كوم (الدوري الثانوي) (الإنجليزية)
- تومي جوزيف على موقع إي إس بي إن.كوم (أم.أل.بي) (الإنجليزية)
- تومي جوزيف على موقع مشجعي الرسوم البيانية (الإنجليزية)